# Mount Royal University

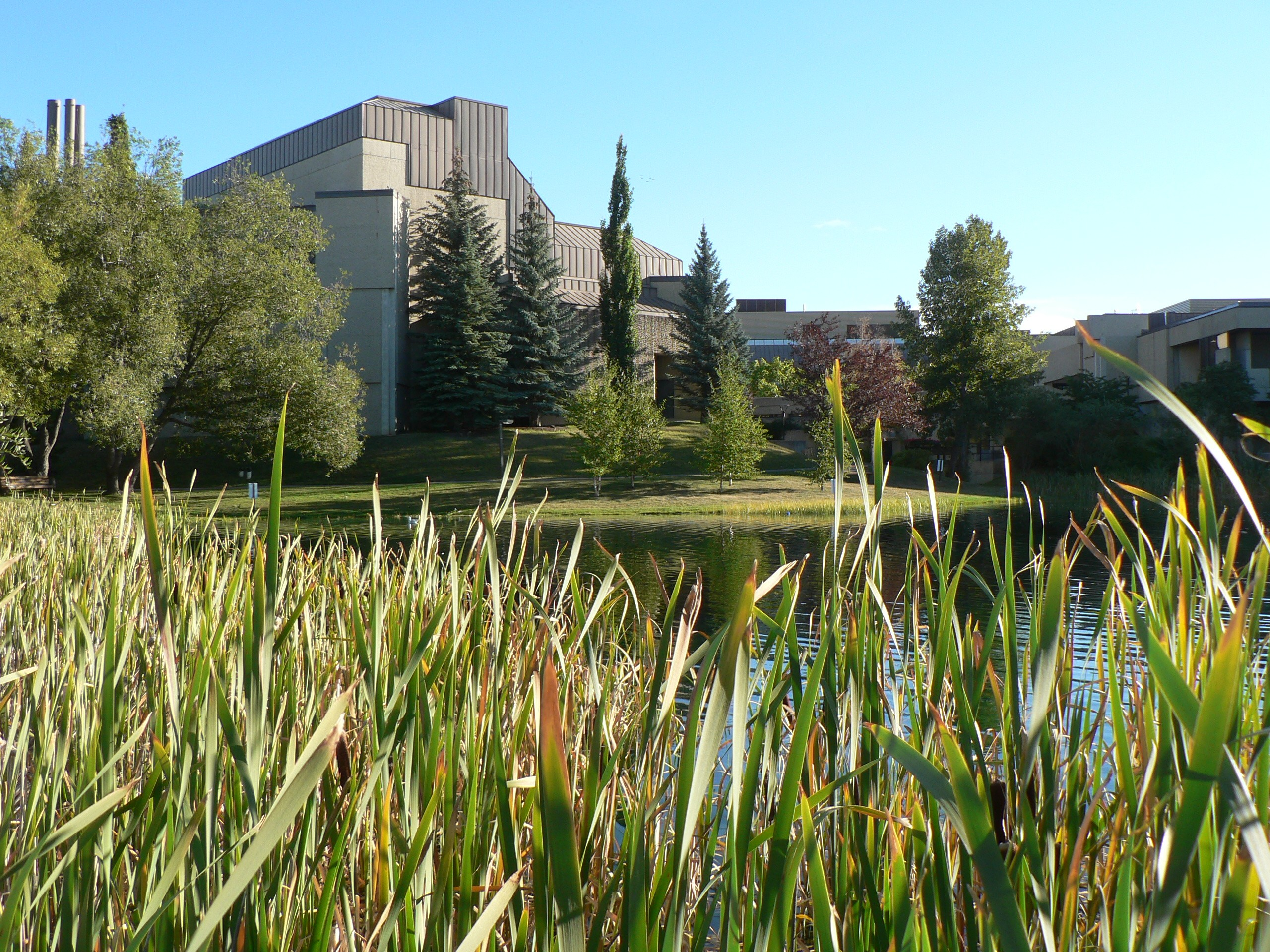
Mount Royal University

Die Mount Royal University (Abkürzung: MRU) ist eine öffentliche Universität in Calgary in der Provinz Alberta im Westen Kanadas.
Spezialität der Hochschule ist das Lernen in Gruppen von durchschnittlich 29 Studenten pro Kurseinheit.

## Historisches
Die Hochschule wurde 1910 durch die Provinzregierung von Alberta gegründet. 1931 erfolgte die Umfirmierung zur Mount Royal Junior College (MRC) mit einem Sekundärangebot und Transferleistungen für die University of Alberta und später auch der University of Calgary. 2009 erhielt die Mount Royal University offiziell den Status einer Universität.

## Einteilung und Beispiele für das Fächerangebot
Der Lehrbetrieb der Universität ist mit Stand 2021 in 6 Fakultäten (faculties) aufgeteilt:
- Freie Künste (Arts), wo beispielsweise Geschichte, Geisteswissenschaften, Anthropologie, Psychologie und Soziologie gelehrt werden[6]
- Wirtschaftswissenschaften (Business), die unter anderem einen Diplomstudiengang Luftfahrt (aviation) anbieten[7]
- Kommunikationsbereich (Communications) mit Studiengängen wie Journalismus oder Öffentlichkeitsarbeit[8]
- Weiterbildung (Continuing Education)
- Gesundheit, Gesellschaft und Bildung (Health, Community & Education), wozu Studiengänge wie Geburtshilfe, Pflege oder Sozialarbeit gehören[9]
- Wissenschaft und Technologie (Science & Technology) mit Biologie, Chemie und Physik, Mathematik und Informatik[10]